# Coffea neoleroyi
Coffea neoleroyi är en måreväxtart som beskrevs av Aaron Paul Davis. Coffea neoleroyi ingår i släktet Coffea och familjen måreväxter. Inga underarter finns listade i Catalogue of Life.